# 帕耶山脈
72°2′S 14°35′E / 72.033°S 14.583°E
帕耶山脈（德語：Payergruppe）是南極洲的山脈，位於毛德皇后地中部，處於魏普雷希特山脈以東16公里，屬於赫爾山脈東部的一部分，長約37公里，該山脈由德國探險隊發現。

## 外部連結
- United States Geological Survey, Geographic Names Information System (GNIS) （页面存档备份，存于）
- Scientific Committee on Antarctic Research (SCAR)